# Хуго III (Тюбинген)
Хуго III (V) фон Тюбинген (на немски: Hugh III/Hugo V von Tubingen; * ок. 1185; † 26 юли 1216) e пфалцграф на Тюбинген.

## Произход
Той е син на пфалцграф Рудолф I фон Тюбинген († 1219) и съпругата му Матилда фон Глайберг-Гисен († сл. 1203), дъщеря на граф Вилхелм фон Глайберг († сл. 1158) и Салома фон Гисен-Изенбург († сл. 1197). Майка му е наследничка на Гисен.
Брат е на Рудолф II († 1247), пфалцграф на Тюбинген, и на Вилхелм († ок. 1252/1256), граф на Асперг-Гисен.

## Фамилия
Хуго III (V) фон Тюбинген се жени и има един син:
- Конрад († 1253), пфалцграф на Тюбинген, женен за Мехтилд фон Хоенлое-Браунек († 1293)